# Bołotbek Szamszijew
Bołotbek Tölönowicz Szamszijew (kirg. Болотбек Төлөнович Шамшиев; ur. 12 stycznia 1941 w Biszkeku, zm. 21 grudnia 2019) – radziecki i kirgiski aktor, reżyser oraz  scenarzysta. Ludowy Artysta ZSRR.
Debiutował na ekranie jako aktor. Wystąpił w roli traktorzysty Kamiela w filmie Znój Łarisy Szepitko studiując jeszcze na wydziale reżyserskim WGIK. Jako reżyser zadebiutował filmem Manasczi (1966). 
Jego film Biały statek (Белый пароход, 1976) został zgłoszony na 26. Międzynarodowy Festiwal Filmowy w Berlinie.

## Wybrana filmografia

### Aktor
- 1963: Znój (Зной) jako  traktorzysta Kamiel[3] / Skwar (Зной) jako Kemal[5]

### Reżyser
- 1966: Manasczi (Манасчи)[5]
- 1966: Czaban (Чабан)[5]
- 1968: Wystrzał na przełęczy Karasz (Выстрел на перевале Караш)[5]
- 1971: Szkarłatne maki Issyk-Kulu (Алые маки Иссык-Куля)[5]
- 1975: Biały statek (Белый пароход)[5]
- 1979: Żurawie przyleciały wcześnie (Ранние журавли)

## Odznaczenia
- Bohater Republiki Kirgiskiej
- Order „Manas”
- Nagroda Państwowa ZSRR
- Ludowy Artysta Kirgiskiej SRR (1975)[6]
- Ludowy Artysta ZSRR (1991)
- Order Przyjaźni Narodów
- Order „Znak Honoru”